# Northern Area Command
Le Northern Area Command est l'un des nombreux commandements à base géographique mis en place par la Royal Australian Air Force (RAAF) pendant la Seconde Guerre mondiale. Il est formé en mai 1941 et couvre l'ensemble du nord de l'Australie et de la Papouasie. Basé à Townsville, dans le Queensland, le Northern Area Command est responsable de la défense aérienne, de la reconnaissance aérienne et de la protection des voies maritimes à l'intérieur de ses frontières. En janvier 1942, après le déclenchement de la guerre du Pacifique, il est divisé en deux commandements de zone, l'un pour le nord-ouest et l'autre pour le nord-est, afin de contrer les menaces japonaises qui pèsent respectivement sur le nord de l'Australie et la Papouasie.